# Сарпюр
Сарпюр (ісл. Sarpur, дослівно — «пташине воло») — ісландська національна система керування культурно-історичними колекціями та база даних, що забезпечує доступ до реєстрів ресурсів більшості ісландських музеїв, художніх галерей та колекцій фотографій. Більш як 50 музеїв та установ Ісландії є учасниками системи Сарпюр, в якій зберігається інформація про твори мистецтва, артефакти, фотографії, археологічні розкопки, будівлі, етнографії та описи географічних назв, а також багато інших ісландських матеріалів, що мають культурну або історичну цінність.

## Історія
Систему створив Національний музей Ісландії у співпраці з розробником програмного забезпечення — компанією Hugvit hf. Першу версію Сарпюру випущено 1998 року, проте спочатку вона не була доступна для вільного доступу й інформацію в ній могли переглядати тільки музеї-учасники. Другу версію Сарпюру, також закриту для сторонніх користувачів, випустили 2002 року. Відкрита третя версія Сарпюру, де більшість записів доступна через зовнішній вебсайт, опубліковано 2013 року, і того ж року Національна бібліотечна система Ісландії взяла на себе управління цією системою. Розробкою займалися Національний музей Ісландії та Національна бібліотечна система Ісландії у співпраці з відділом консалтингу та спеціальних рішень компанії Þekking hf.

## Зміст каталогу
Записи Сарпюру містять основні відомості про більшу частину музейних колекцій, включених до складу музейного фонду Ісландії. У 2021 році майже півсотні музеїв та установ, учасників Сарпюру, зареєстрували в базі даних понад 1,4 млн записів, які зберігаються у внутрішній мережі Сарпюру та доступні широкому загалу через вебсайт.
| Тип                            | Кількість |
| ------------------------------ | --------- |
| Археологічні останки           | 9146      |
| Книги                          | 743       |
| Скам'янілості                  | 69603     |
| Реліквії                       | 196869    |
| Будинки                        | 97        |
| Фотографії                     | 1086478   |
| Мистецтво / Дизайн             | 34070     |
| Монети / Банкноти              | 1445      |
| Документи                      | 791       |
| Малюнки                        | 2401      |
| Декоративно-ужиткове мистецтво | 30105     |
| Джерела географічних назв      | 5155      |

| Роки      | Кількість |
| --------- | --------- |
| 800-1099  | 11703     |
| 1100-1299 | 7526      |
| 1300-1499 | 3501      |
| 1500-1699 | 7058      |
| 1700-1899 | 41309     |
| 1900-1929 | 208197    |
| 1930-1949 | 267227    |
| 1950-1979 | 456544    |
| 1980-2010 | 137979    |

Кожен запис Сарпюру містить такі відомості:
- Реєстраційний номер об'єкта
- Найменування об'єкта
- Тип об'єкта
- Місцезнаходження
- Короткий опис
- Фотографія